# Narthecusa zerenaria
Narthecusa zerenaria är en fjärilsart som beskrevs av Paul Mabille 1890. Narthecusa zerenaria ingår i släktet Narthecusa och familjen mätare. Inga underarter finns listade i Catalogue of Life.